# Nazim Əliyev
Nazim Əliyev noto anche come Nazim Aliyev (5 aprile 1963) è un ex calciatore azero, di ruolo attaccante.
Tra i migliori marcatori della storia del campionato azero, Əliyev realizzò 246 marcature giocando circa 349 incontri di campionato.

## Statistiche
La sua media reti/partita fu di 0,7.
Con il Gənclik Baku mantenne una media reti/partita di 0,5. Si peggiorò nelle due stagioni seguenti, facendo scendere la media a 0,33. Alla prima stagione al Xəzər mantiene una media di 0,39 reti/partita, per poi divenire 0,93 nella seconda stagione, 0,81 nella terza, 1,18 nella quarta e 0,61 nella quinta. Non si conoscono le presenze raccolte nella sesta stagione (24 reti): Əliyev riesce a mantenere una media reti/partita di 0,62 nella sua esperienze al Xəzər. Arrivato al Neftçi Baku, manterrà una media superiore alla rete a partita: 1,13 nella prima stagione e 1,14 nella seconda. Al Qaradağ la media reti/partita di Əliyev scende sotto lo 0,5 arrivando a 0,43: questo non accadeva dal 1989. Si riscatta parzialmente nella seconda stagione realizzando una media reti/partita di 0,58. Le ultime stagioni sono positive: al Sumqayit mantiene una media dello 0,84, alla sua prima stagione con la Dinamo Baku ritorna sopra il gol a partita (1,2 di media) scendendo nella seconda stagione a 0,40. 0,59 reti/partita è la sua media alla Dinamo Baku.

## Palmarès

### Club
- Coppa d'Azerbaigian: 1

Neftçi Baku: 1994-1995
- Supercoppa d'Azerbaigian: 1

Neftçi Baku: 1994

### Individuale
- Capocannoniere del campionato azero: 4

1992, 1994-1995, 1995-1996, 1997-1998